# Pentafluorethaan
Pentafluorethaan, HFK-125 of HFC-125 is een gasvormige gefluoreerde koolwaterstof. Het is een onbrandbaar gas en zwaarder dan lucht. Het heeft geen ozonafbrekend vermogen, maar wel een hoog aardopwarmingsvermogen: 3.500 keer dat van koolstofdioxide.

## Synthese
Pentafluorethaan wordt bereid door de omzetting van tetrachlooretheen met behulp van waterstoffluoride:
{\displaystyle \mathrm {Cl_{2}C{=}CCl_{2}\ +\ 5\ HF\ \longrightarrow \ F_{2}CH{-}CF_{3}\ +\ 4\ HCl} }
Een alternatieve methode is de fluorering van 2,2-dichloor-1,1,1-trifluorethaan met waterstoffluoride en een katalysator:
{\displaystyle \mathrm {Cl_{2}CH{-}CF_{3}\ +\ 2\ HF\ \longrightarrow \ F_{2}CH{-}CF_{3}\ +\ 2\ HCl} }

## Toepassingen
Pentafluorethaan  wordt als koelmiddel gebruikt en wordt voor die toepassing meestal als R125 of Freon 125 aangeduid. Het is ook een bestanddeel van de koelmiddelen R507, dat is een 50/50 mengsel met 1,1,1-trifluorethaan, en R410A, een azeotroop mengsel met difluormethaan, die in nieuwe koelsystemen gebruikt worden als vervanger van freonen of fluorchloorkoolwaterstoffen.
Pentafluorethaan wordt ook in brandblussystemen gebruikt om gesloten ruimten te beschermen. Het gas absorbeert de thermische energie van het vuur sneller dan ze wordt voortgebracht, zodat een brand zichzelf niet kan onderhouden. Het vormt ook vrije radicalen die de chemische kettingreacties onderbreken die in een brand optreden. Het is geschikt voor de bescherming van ruimten met waardevolle inhoud, waar een sprinklerinstallatie of een andere blusmethode met water schade zou aanrichten aan de inhoud. Voor deze toepassing is pentafluorethaan een niet-ozonafbrekend alternatief voor Halon 1031, broomtrifluormethaan.

## Websites
- (en)  Material Safety Data Sheet. Halocarbon R-125 (Pentafluoroethane). gearchiveerd
- (en)  Gegevens van pentafluorethaan in de GESTIS-stoffendatabank van het IFA